# Korynt
Korynt (gr. Κόρινθος, Korinthos; łac. Corinthus) – miasto portowe w środkowej Grecji, położone na półwyspie Peloponez, na Przesmyku Korynckim, w administracji zdecentralizowanej Peloponez, Grecja Zachodnia i Wyspy Jońskie, w regionie Peloponez, w jednostce regionalnej Koryntia. Siedziba gminy Korynt. W 2011 roku liczyło 30 176 mieszkańców.
Od strony północnej miasto graniczy z dużym kurortem Lutraki, stanowiącym zaplecze rekreacyjne dla Koryntu. Miasto oddalone jest o kilka kilometrów od starożytnych ruin miasta. Znajdują się one w miejscu zwanym Stary Korynt (αρχαία Κόρινθος), u stóp góry – twierdzy.
Na terenie odkrywek archeologicznych leżą m.in. wykuty w litej skale budynek świętego źródła stanowiącego niegdyś cel pielgrzymek chorych i dorycka świątynia Apollina, wzniesiona ok. 540 r. p.n.e. oraz pozostałości licznych budynków publicznych, w tym amfiteatralnego odeonu i dużych świątyń chrześcijańskich. Zachowała się tam również częściowo rekonstruowana białym marmurem trybuna, z której przemawiał do Koryntian Paweł z Tarsu. W okolicy działa także niewielkie muzeum archeologiczne. Na stromym, wysokim zboczu ponad ruinami wznosi się niedostępnie ufortyfikowany Akrokorynt (gr. Akrokorinthos), na którym istniała w starożytności, słynna na cały grecki świat świątynia Afrodyty, znana jako ośrodek sakralnej prostytucji. Poza fundamentem świątynia ta nie przetrwała do naszych czasów. Natomiast dobrze zachowały się obwarowania późniejszej, rozległej średniowiecznej twierdzy, które obecnie są otwarte dla zwiedzających.

## Historia

Historyczne lokalizacje Koryntu

Najstarsze ślady osadnictwa pochodzą z V tysiąclecia p.n.e.
W starożytności Korynt był ważną grecką polis dorycką, rządzoną wówczas przez monarchów z rodu Heraklidów. W roku 747 p.n.e. doszło do arystokratycznego zamachu stanu, w którym główną rolę odegrał ród Bakchiadów. Instytucję króla jako głowy polis zastąpiono wybieranym na rok prytanem. Sytuację wykorzystali Bakchiadzi, szybko zdobywając władzę absolutną. Opozycja została wygnana.
Około roku 657 p.n.e. doszło do zamachu stanu przeciwko władzy Bakchiadów oraz przegranej wojny morskiej z Kerkyrą (nie mylić z wojną z roku 435 p.n.e.). Władzę przejął Kypselos, który ogłosił się tyranem. Pod jego rządami oraz jego następcy Periandra rozpoczął się złoty wiek w historii Koryntu. Miasto było wówczas wielkim regionalnym ośrodkiem handlu i produkcji przedmiotów z brązu oraz ceramiki. Kypselos był dość życzliwym i opiekuńczym autokratorem. Jego syn i następca okazał się okrutnym władcą. Nadal jednak prowadził skuteczną politykę gospodarczą, kulturową i międzynarodową.
W okresie klasycznym w Koryncie istniała świątynia Afrodyty a miasto stanowiło centrum prostytucji świątynnej, zatrudniając najwięcej hetairas. Herodot wspomina, że korynccy najemnicy byli najlepszymi, ale i najdroższymi wojownikami. Ponieważ liczba ludności rosła szybciej niż produkcja rolna, Korynt sukcesywnie prowadził politykę osadniczą. Do najważniejszych kolonii należały: Kerkyra, Potidaja i Syrakuzy, które zaopatrywały metropolię w żywność. Wojna Koryntu z Korkyrą spowodowana była chęcią zwiększenia swoich wpływów we współdzielonych koloniach.
Od 580 p.n.e. co dwa lata zaczęto organizować igrzyska istmijskie. W polityce zagranicznej Korynt rywalizował z Atenami o przewodnictwo w jednoczeniu Hellady, rozwoju filozofii oraz kultury, a z Tebami na płaszczyźnie gospodarczej. W drugiej wojnie peloponeskiej polis stanęła po stronie Sparty. Korynt powoli tracił na znaczeniu politycznym; aby je odzyskać, wszedł w sojusz antyspartański w wojnie korynckiej, w trakcie której wybuchła wojna domowa, po czym miasto zajęły oddziały Argos.
Było to pierwsze miasto akceptujące hegemonię Filipa Macedońskiego. Mediacje między Macedończykami a Hellenami doprowadziły do powstania Związku Korynckiego. Po wojnach Aleksandra Wielkiego miasto kilkukrotnie padło ofiarą najazdów dokonywanych przez różnych hellenistycznych władców (np. 308 p.n.e. zostało zajęte przez Ptolemeusza I). Pomimo wielu zniszczeń Korynt nadal był dobrze rozwiniętym centrum kultury i gospodarki. Macedońską hegemonię zrzucono dopiero za pomocą rzymskich mieczy w 197 p.n.e.
W roku 146 p.n.e. Korynt został zburzony przez Rzymian. Odbudowany przez Cezara i Augusta w 46 p.n.e., został stolicą rzymskiej kolonii (Colonia Laus Iulia Corinthiensis), a następnie prowincji Achai. Wówczas stał się kosmopolitycznym centrum rozrywki dla rzymskich elit. Horacy o Koryncie napisał „non licet omnibus adire Corinthum”, co oznacza „nie każdemu jest dane odwiedzić Korynt”. Związane to było z wysokimi kosztami usług w tym mieście.
W czasach bizantyńskich miasto zostało dwukrotnie nawiedzone przez duże trzęsienia ziemi (375 oraz 551) oraz splądrowane podczas inwazji Alaryka na Grecję w latach 395–396 i przez Rogera II w 1147. Za czasów Justyniana zbudowano nową linię murów obronnych, przegradzających przesmyk w jego najwęższym miejscu, nazwanych Heksamilion (Sześciomilowe od gr. heks – sześć). Miasto wyznaczono stolicą temu Hellas.
Po IV krucjacie Korynt znalazł się pod władzą Księstwa Aten, a następnie wszedł w skład despotatu Morei. Później przeszedł pod kontrolę Wenecjan i Turków osmańskich.
Od 1830 w niepodległej Grecji.
W latach 1881–1893 w poprzek Przesmyku Korynckiego przekopano Kanał Koryncki.

### Paweł zTarsu
Paweł z Tarsu podczas swych podróży misyjnych do Grecji i Azji Mniejszej odwiedził Korynt trzykrotnie:
- 50–52 – druga podróż misyjna: nauczał tu przez półtora roku i założył gminę chrześcijańską[8],
- 53–58 – trzecia podróż misyjna[9],
- 53–58 – trzecia podróż misyjna[10].

Znane są jego: 1. List do Koryntian (ok. 56/57, Efez) oraz 2. List do Koryntian (koniec 57, Macedonia).

## Miasta partnerskie
- Abilene
- Buccino
- Jagodina
- Syrakuzy